# Neoclytus olivaceus
Neoclytus olivaceus är en skalbaggsart som först beskrevs av François Louis Nompar de Caumont de Laporte och Hippolyte Louis Gory 1841.  Neoclytus olivaceus ingår i släktet Neoclytus och familjen långhorningar.
Artens utbredningsområde är Paraguay. Inga underarter finns listade i Catalogue of Life.